# Federazione calcistica del Liechtenstein

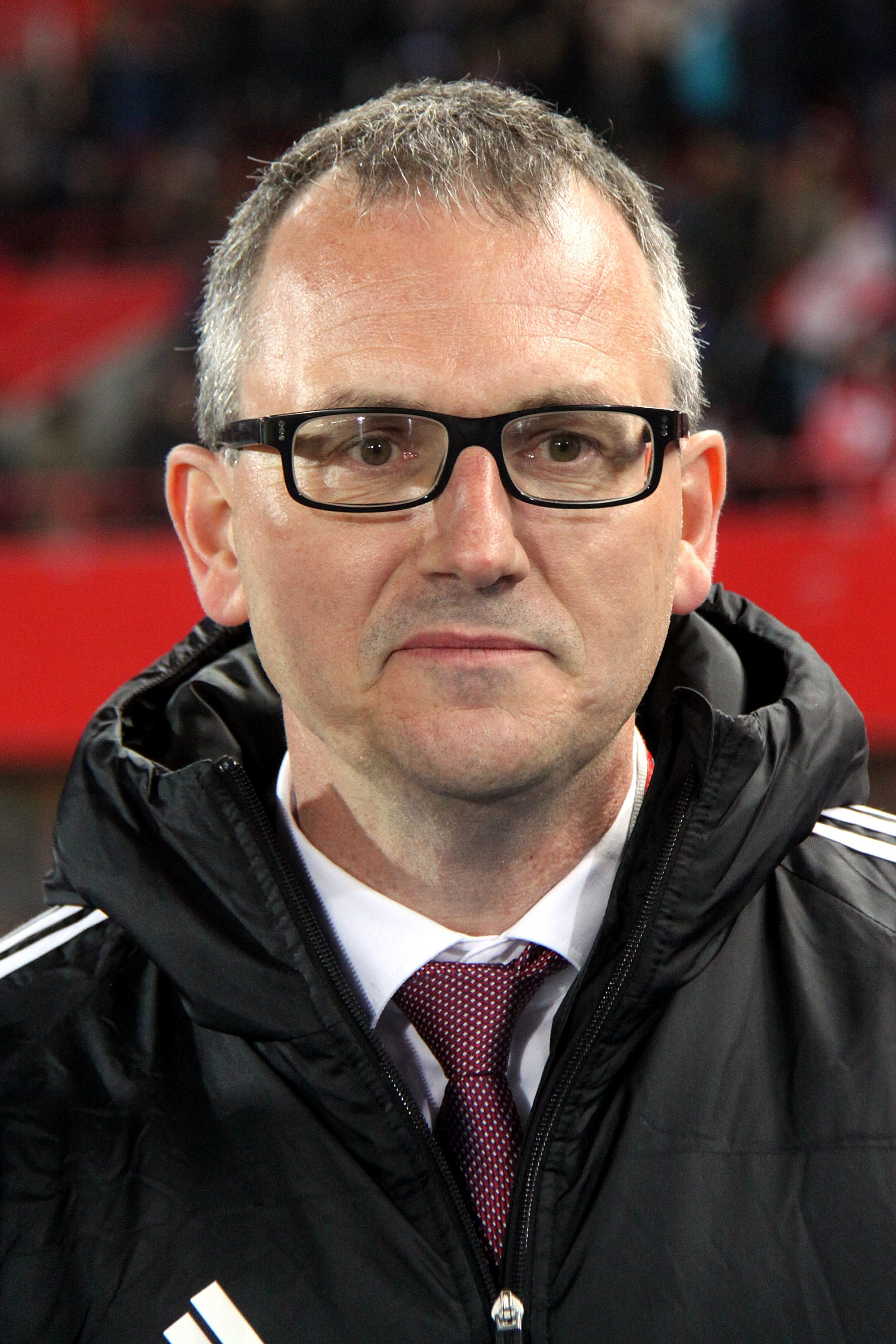
L'attuale presidente Hugo Quaderer

La Federazione calcistica del Liechtenstein (in tedesco Liechtensteiner Fussballverband, acronimo LFV) è l'organo che governa il calcio in Liechtenstein. Le sue occupazioni principali sono la gestione della squadra nazionale e l'organizzazione dell'unica competizione calcistica del paese, la Coppa del Liechtenstein. La sede dell'associazione si trova a Schaan.
Il Liechtenstein è l'unica nazione membro della UEFA a non possedere una lega propria e, di conseguenza, un campionato nazionale. Le squadre locali partecipano, infatti, al campionato di calcio svizzero.